# Willem de Vlamingh

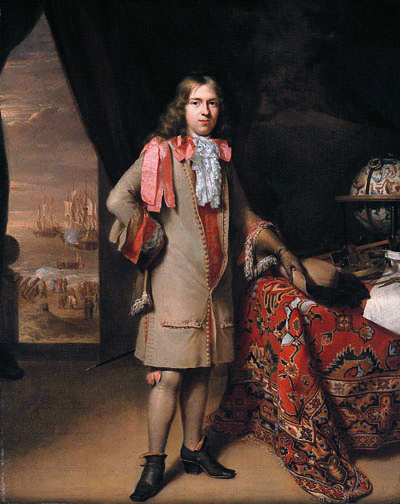
Willem de Vlamingh

Willem de Vlamingh (ur. 28 listopada 1640, zm. 7 sierpnia 1702) – holenderski kapitan, który zbadał południowo-wschodnie wybrzeże Australii (wtedy Nowa Holandia) pod koniec XVII wieku.
W 1696 roku ekspedycja Vlamingha wyruszyła z Amsterdamu, aby wykreslić mapy południowo-wschodnich wybrzeży Nowej Holandii i ułatwić nawigację na Oceanie Indyjskim poprzez Przylądek Dobrej Nadziei. Pod jego dowództwem znajdował się trzy statki: Geelvink, Nyptangh i Wezeltje.
29 grudnia 1696 roku ekspedycja odkryła wyspę Rottnest. De Vlamingh wierzył, że występujący tu torbacz, zwany kuoka, jest dużym szczurem. Nazwa wyspy oznacza zatem "szczurze gniazdo".
10 stycznia 1697 roku odkryto Rzekę Łabędzią. W tym samym miesiącu wyprawa Willema eksplorowała rzekę i za pomocą łodzi osiągnęła wyspę Heirisson znajdującą się dziś na wschodnim krańcu Perth. 4 lutego 1697 roku ekspedycja wylądowała na wyspie Dirk Hartog w zachodniej Australii.